# East Ayrshire
Pour les articles homonymes, voir Ayrshire.
L’East Ayrshire  (Siorrachd Inbhir Air an Ear en gaélique écossais) est une des 32 divisions administratives de l’Écosse. 

## Circonscription

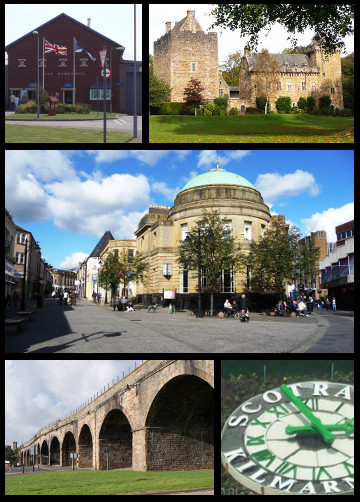
Kilmarnock

L’East Ayrshire est frontalier avec le North Ayrshire, le Renfrewshire et l’East Renfrewshire au nord, le South Lanarkshire à l'est, le Dumfries and Galloway au sud et enfin le South Ayrshire à l’ouest.
Cette région fut formée en 1996 à partir des districts de Kilmarnock and Loudoun et de Cummock and Doon Valley.
D’une superficie de 1 262 km2, l’East Ayrshire est la 14e division administrative d’Écosse par sa taille et la 16e par sa population (119 720 habitants). Sa capitale est Kilmarnock.
Deux élus représentent l’East Ayrshire au parlement de Grande-Bretagne, et deux autres au parlement écossais. Le parti en place dans cette région est le Parti travailliste.

## Villes et villages
- Auchinleck
- Catrine
- Craigmalloch
- Cumnock
- Dalmellington
- Dalrymple
- Darvel
- Drongan
- Galston
- Greenholm
- Hurlford
- Kilmarnock
- Mauchline
- Muirkirk
- Netherthird
- New Cumnock
- Newmilns
- Ochiltree
- Patna
- Rankinston
- Riccarton
- Stair
- Stewarton
- Sorn
- Trabboch

## Lieux d’intérêt
- Loch Doon
- Loch Doon Castle
- Loudoun Castle
- Scottish Industrial Railway Centre
- Sorn Castle
- Stair House